# Joe Corona
Joe Benny Corona Crespín (Los Angeles, 9 juli 1990) is een Amerikaans voetballer die doorgaans als middenvelder uitkomt. Hij stroomde in 2010 door uit de jeugd van Club Tijuana. Corona debuteerde in 2012 in het Amerikaans voetbalelftal.

## Clubcarrière
Corona startte zijn loopbaan bij de Nomads uit San Diego, waar onder andere Frankie Hejduk en Steve Cherundolo ook speelden. Na een korte periode bij de San Diego Aztecs vertrok hij naar Mexico waar hij in de jeugd bij Club Tijuana ging spelen. Al snel werd hij bij het eerste elftal gehaald en was hij medeverantwoordelijk voor het promoveren van de club in het seizoen 2010/11 naar de hoogste divisie van Mexico. In 2015 verhuurde Tijuana Corona aan CD Veracruz voor de Apertura van het seizoen 2015/16; voor de Clausura van dat seizoen verhuurde de club hem op 17 december 2015 aan Dorados de Sinaloa.

## Interlandcarrière
Na onder andere in jeugdteams van Mexico en de Verenigde Staten te hebben gespeeld maakte hij op 12 mei 2012 zijn debuut in het voetbalelftal van de Verenigde Staten in een vriendschappelijke interland tegen Schotland. Zijn eerste twee interlanddoelpunten maakte hij een jaar later gedurende de CONCACAF Gold Cup 2013, tegen Cuba (4–1 winst) en Honduras (5–1 winst). Ook in 2015 nam Corona met de Verenigde Staten deel aan het toernooi van de CONCACAF; hij speelde mee in twee wedstrijden, waaronder de van Panama na strafschoppen verloren troostfinale.